# Cizre

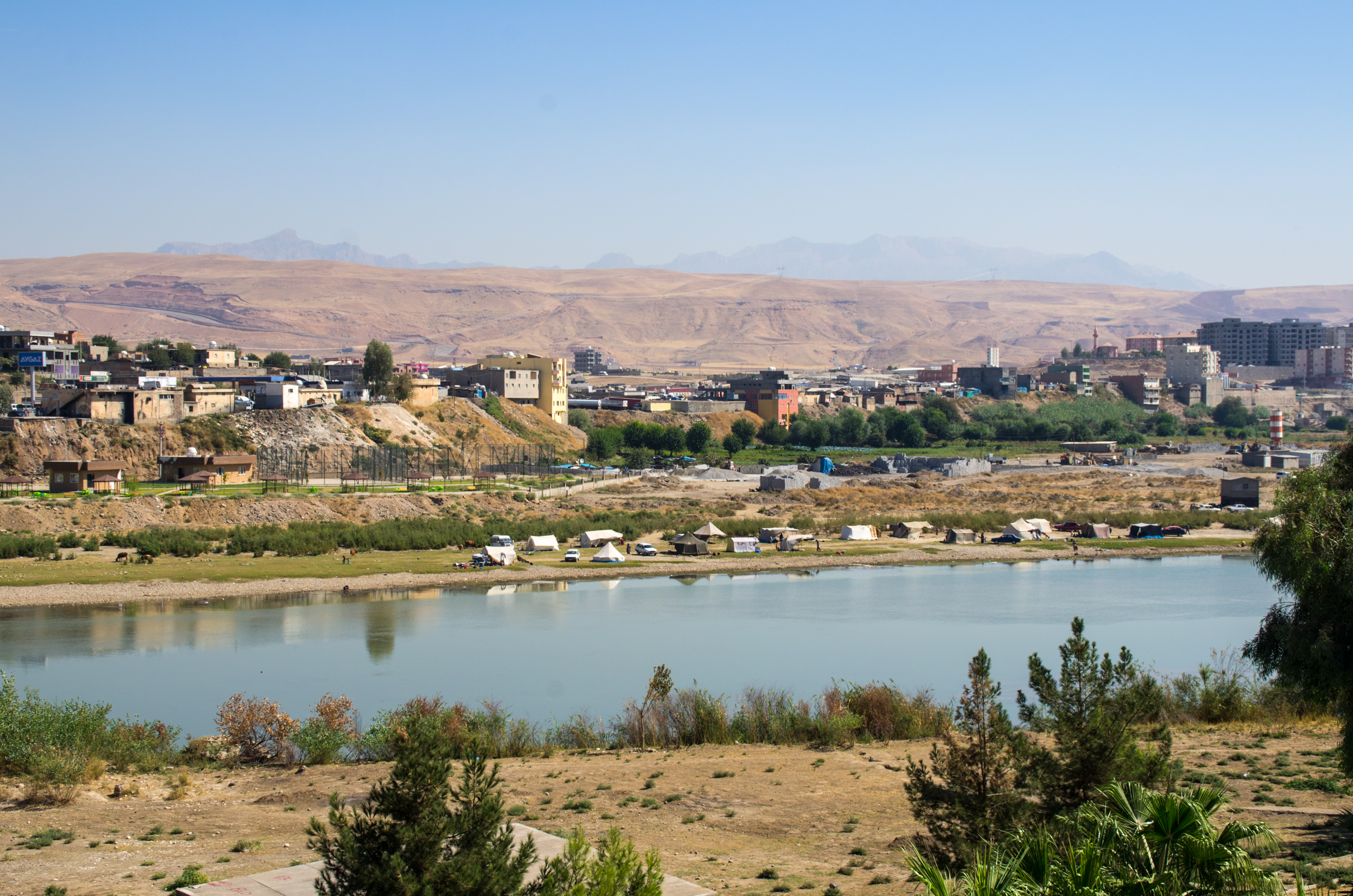
Cizre mit dem Tigris im Vordergrund und der Cudi-Bergkette im Hintergrund

Cizre ([dʒizˈɾe], kurdisch Cizîr, auch Cizîra Botan; arabisch جزيرة ابن عمر, DMG Dschazīrat Ibn ʿUmar; reichsaramäisch ܓܙܝܼܪܵܐ Gziro) ist eine türkische Stadt und ein Landkreis in der Provinz Şırnak in Südostanatolien. Die Stadt vereint etwa 85 % der Landkreisbevölkerung, die überwiegend kurdischer Abstammung ist.

## Geografie

### Lage
Die Stadt Cizre liegt 45 km von der Provinzhauptstadt Şırnak entfernt an der türkisch-syrischen Grenze am Fluss Tigris. Unmittelbar nördlich der Stadt wurde der Cizre-Staudamm des Tigris errichtet. Cizre markiert den Punkt, an dem der Tigris am weitesten entfernt vom Euphrat ist. Der Tigris ist ab Cizre schiffbar, was der Stadt eine Bedeutung als Hafen gab. In Cizre endet die wichtigste Fernstraße (Fernbusverkehr) in den Südosten der Türkei mit dem Grenzübergang in den äußersten Nordostzipfel Syriens und dem nahegelegenen Grenzübergang (Silopi) in den nordwestlichen Irak (Dreiländereck).

### Stadt
Östlich der Stadt erhebt sich der Cudi Dağı (2114 m), an dem nach islamischer Tradition Noah mit seiner Arche Noah gestrandet ist. In Cizre selbst wird das Grab des »Propheten Noah« verehrt. Die Stadt liegt am nördlichen Ende der Dschazīra-Ebene. In Cizre, der größten Stadt der Provinz, leben mehr als doppelt so viele Menschen wie in der Provinzhauptstadt Şırnak. Die Kreisstadt wird in zehn Stadtviertel (Mahalle) gegliedert, jedes wird im Durchschnitt von 12.841 Menschen bewohnt. Die im Stadtlogo enthaltene Jahreszahl (1908) dürfte auf das Jahr der Ernennung zur Stadtgemeinde (Belediye) hinweisen.

### Landkreis
Der Landkreis grenzt im Westen an den Kreis Idil, im Nordwesten an den Kreis Güçlükonak, im Norden an den zentralen Landkreis der Provinzhauptstadt und im Osten und Südosten an den Kreis Silopi. Im Süden verläuft die Staatsgrenze zu Syrien, zum Gouvernement al-Hasaka. Der Landkreis hat die größte Bevölkerung der Provinz und liegt auch mit seiner Bevölkerungsdichte beim Viereinhalbfachen des Provinzdurchschnitts. Der Verstädterungsgrad beträgt 84,65 Prozent.

## Verwaltung
Der Landkreis (bzw. Kaza als Vorgänger) bestand schon vor Gründung der Türkischen Republik (1923) im Vilâyet (Provinz) Mardin. Zur ersten Volkszählung nach der Staatsgründung (im Oktober 1927) verzeichnete der Kreis eine Einwohnerschaft von 25.750 in 175 Ortschaften (Mevkiler) auf 760 km² Fläche. Der Verwaltungssitz Djézré (damalige, an das französisch angelehnte Schreibweise) brachte es auf 5.348 Einwohner. Zur folgenden Zählung, acht Jahre später, betrug die Einwohnerzahl des Kreises 28.963.
Ende 2020 besteht der Kreis neben der Kreisstadt mit dem Bürgermeisteramt (Belediye) aus 31 Dörfern (Köy) mit durchschnittlich 751 Einwohnern pro Dorf. Neun davon haben mehr Einwohner als der Durchschnitt, die größten dabei sind: Dirsekli (5.048 Einw., gleichzeitig das größte Dorf der Provinz), Katran (1.607), Düzova (1.276), Korucu (1.217), Çavuş (1.198), Bozalan (1.163) und Güçlü (1.077). Das kleinste Dorf zählt 60 Einwohner (Çağıl).

## Bevölkerung
Die Bevölkerung der Stadt nahm entsprechend ihrer Bedeutung vom 19. bis zum 20. Jahrhundert ab. 1890 betrug sie 9.560 und fiel bis 1940 auf 5.575 Einwohner zurück. Seit 1950 ist ein stetiger Bevölkerungsanstieg zu verzeichnen. Der urbane Anteil am Landkreis hat sich bei ca. 85 Prozent eingependelt.

Der überwiegende Teil der Bevölkerung sind Kurden. In der Vergangenheit gab es auch arabische und aramäische Einwohner.

### Volkszählungsergebnisse
Nachfolgende Tabelle gibt die bei den zwölf Volkszählungen dokumentierten Einwohnerstände des Kreises Cizre wieder.
Die fünf oberen Wertezeilen wurden E-Books der Originaldokuments entnommen, die darunter liegenden Werte entstammen der Datenabfrage des Türkischen Statistikinstituts TÜIK – abrufbar über deren Webseite.

| Jahr | Gesamt | Kreisstadt | anteilig (%) | ländlich |
| ---- | ------ | ---------- | ------------ | -------- |
| 1940 | 21.163 | 5.575      | 26,34        | 15.588   |
| 1945 | 17.275 | 4.419      | 25,58        | 12.856   |
| 1950 | 19.588 | 5.425      | 27,70        | 14.163   |
| 1955 | 25.216 | 5.646      | 22,39        | 19.570   |
| 1960 | 16.091 | 6.473      | 40,23        | 9.618    |
| 1965 | 19.367 | 8.662      | 44,73        | 10.705   |
| 1970 | 22.584 | 11.137     | 49,31        | 11.447   |
| 1975 | 28.106 | 15.557     | 55,35        | 12.549   |
| 1980 | 32.633 | 20.003     | 61,30        | 12.630   |
| 1985 | 44.732 | 29.496     | 65,94        | 15.236   |
| 1990 | 63.626 | 50.023     | 78,62        | 13.603   |
| 2000 | 82.042 | 69.591     | 84,82        | 12.451   |

## Etymologie
Der antike aramäische Name der Stadt war Gazarta d' Kardū. Unter den Persern hieß sie Gazarta. Auch die Festung Bāzabdā, bekannt aus den Feldzügen Schapurs II., wird mit Cizre oder Eski Hendek gleichgesetzt. Die Abbasiden benannten die Stadt nach ihrem Statthalter Omar in Djasirat-ibn ʿUmar um. Unter den kurdischen Fürsten hieß die Stadt Cizîra Botan. Die Aq Qoyunlu nannten sie Ceziretuşşeref (Ehrenwertes Cizre). Der osmanische Name der Stadt lautete Cezire-i İbn-i Ömer. Nach der Gründung der Türkei 1923 wurde der Name zum heutigen Cizre verkürzt.
Cizre leitet sich vom arabischen Wort Dschazira (arabisch جزيرة ‚Insel‘) ab, da hier der Tigris bei Hochwasser die Stadt wie eine Insel umspült.

## Geschichte

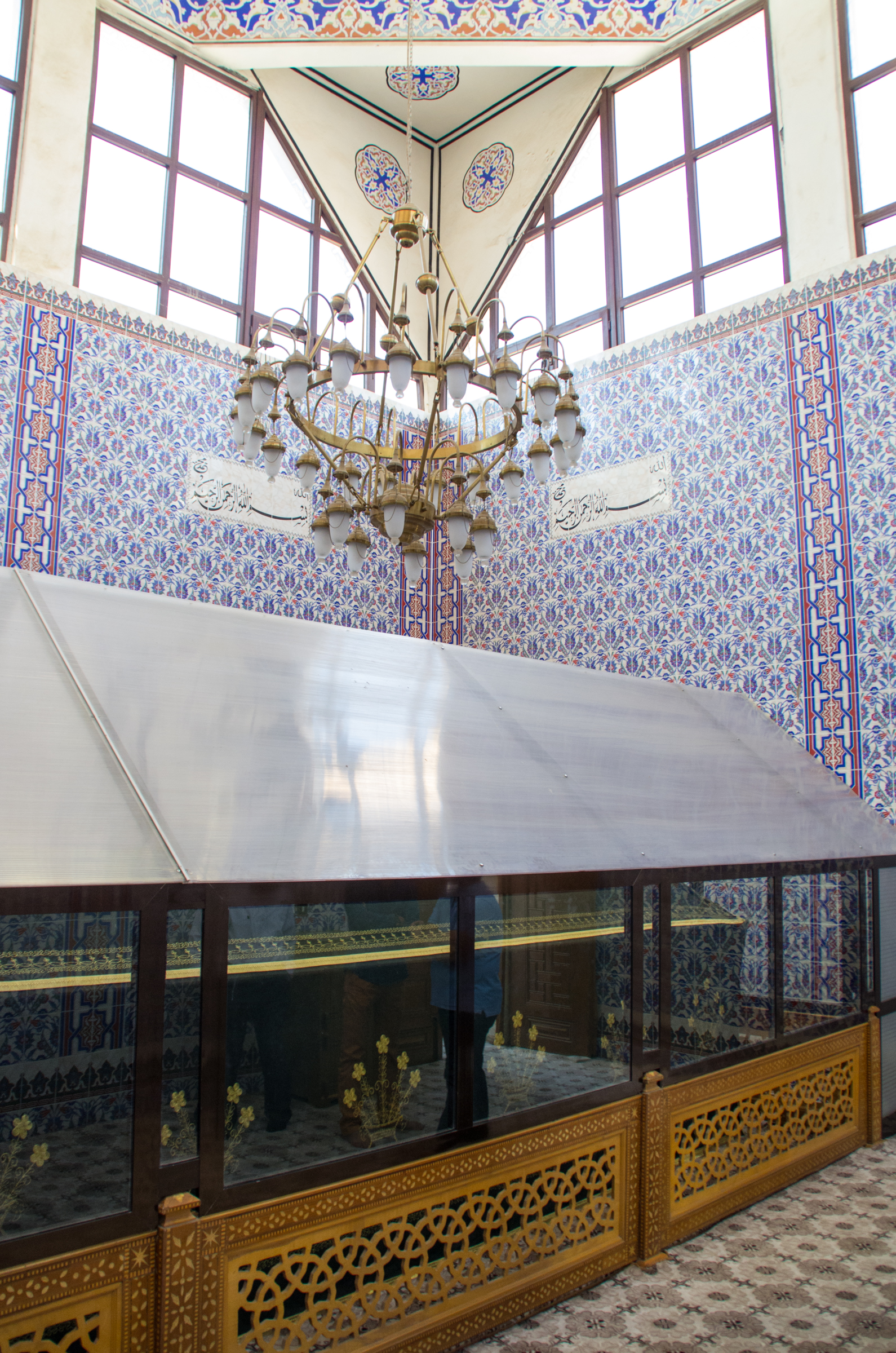
Das in Cizre verehrte Grab des »Propheten Noah«.

Cizre war möglicherweise das Zentrum des eisenzeitlichen Königreiches von Kumme. Im 10. Jahrhundert war die Stadt, zusammen mit Mossul, das Zentrum der Uqailiden. Die Stadt wird mit dem Ort Bāzabdā gleichgesetzt. Dort überquerte Alexander der Große auf seinem Zug gegen die Perser den Tigris. Im Mittelalter gehörte Cizre zu verschiedenen Reichen wie den Marwaniden, den Zengiden und Ayyubiden. Vom 16. Jahrhundert an war Cizre Teil des Osmanischen Reiches.
Die Stadt war vom 15. bis zum 19. Jahrhundert Sitz des kurdischen Fürstentums von Botan, das zeitweise ein Vasall verschiedener Reiche war. Dort herrschte die kurdische Familie der Azizan, deren letzter Herrscher Bedirxan Beg war.
Am 6. September 2015 ist die türkische Armee in die Stadt Cizre, die im kurdischen Teil der Türkei lag, im Zuge einer neuen Eskalation zwischen dem Staat und der PKK einmarschiert. Bei den Kämpfen wurden mehrere Zivilisten getötet.
Im Dezember 2015 kam es in einigen südöstlichen Städten zu Verhängung von Ausgangssperren, so auch in Cizre. Nach Medienberichten aus dem Januar 2016 ist Cizre in vielen Bezirken mittlerweile eine Geisterstadt, ganze Stadtteile seien verwüstet und glichen den Bildern von den umkämpften syrischen Städten. Viele Menschen seien geflohen.
Am 11. Februar 2016 erklärte die türkische Regierung die Militäraktion gegen die Arbeiterpartei Kurdistans (PKK) in der südostanatolischen Stadt Cizre für beendet. Der Einsatz sei „sehr erfolgreich“ gewesen, sagte Innenminister Efkan Ala. Die Ausgangssperre in Cizre bleibe bis auf Weiteres in Kraft. Am 26. August 2016 kam es bei einem Kontrollpunkt der Polizei zu einem Terroranschlag. Nach Angaben des Wirtschaftsministers Nihat Zeybekci wurden bei diesem Anschlag mindestens elf Polizisten getötet und 78 weitere verletzt. Zu dem Autobombenanschlag bekannte sich die verbotene kurdische Arbeiterpartei PKK.

## Klima
Das Klima ist warm-gemäßigt mit trockenen Sommern, die aber in diesem Bereich besonders heiß sein können (effektive Klimaklassifikation: „Csa“) 
Am 25. Juli 2025 wurden in Cizre 49,4 °C gemessen, was einen neuen Temperaturrekord für die Stadt darstellt. Die vorherigen Höchsttemperaturrekorde der Türkei wurden mit 49,1 °C am 20. Juli 2021 und 49,0 °C am 27. August 1961 in Cizre gemessen. Der 62 Jahre andauernde landesweite Höchsttemperaturrekord von Cizre wurde zwei Jahre später in Sarıcakaya in der Provinz Eskişehir im Nordwesten der Türkei übertroffen.
|                       | Jan  | Feb   | Mär   | Apr   | Mai  | Jun  | Jul  | Aug  | Sep  | Okt  | Nov  | Dez  |   |       |
| Mittl. Tagesmax. (°C) | 6,1  | 7,1   | 11,1  | 16,2  | 22,1 | 28,4 | 33,3 | 33,3 | 28,7 | 21,2 | 13,1 | 7,8  | ⌀ | 19,1  |
| Mittl. Tagesmin. (°C) | −1,1 | −0,2  | 3,2   | 7,7   | 12,8 | 18,3 | 22,4 | 22,9 | 18,5 | 12,1 | 5,3  | 0,6  | ⌀ | 10,3  |
|                       |      |       |       |       |      |      |      |      |      |      |      |      |   |       |
| Niederschlag (mm)     | 88,0 | 106,1 | 109,0 | 103,0 | 51,9 | 4,3  | 1,8  | 0,1  | 5,2  | 45,5 | 77,4 | 91,4 | Σ | 683,7 |
|                       |      |       |       |       |      |      |      |      |      |      |      |      |   |       |
| Regentage (d)         | 8,4  | 9,1   | 9,5   | 9,8   | 6,8  | 1,6  | 0,5  | 0,2  | 0,8  | 5,3  | 6,7  | 8,5  | Σ | 67,2  |

| −1,1 |

| −0,2 |

| 3,2 |

| 7,7 |

| 12,8 |

| 18,3 |

| 22,4 |

| 22,9 |

| 18,5 |

| 12,1 |

| 5,3 |

| 0,6 |

| −1,1 |

| −0,2 |

| 3,2 |

| 7,7 |

| 12,8 |

| 18,3 |

| 22,4 |

| 22,9 |

| 18,5 |

| 12,1 |

| 5,3 |

| 0,6 |

## Politik
Bei den Kommunalwahlen 2014 wurde mit Leyla Îmret (BDP) eine 26-jährige Friseurin aus Bremen zur Bürgermeisterin gewählt. Sie erhielt 81,6 Prozent der Stimmen. Imret wurde in Cizre geboren und wuchs seit ihrem siebten Lebensjahr in Deutschland auf. 2013 ging sie in ihren Geburtsort zurück. Am 11. September 2015 wurde sie vom türkischen Innenminister Selami Altınok wegen angeblich „terroristischer Propaganda“ und „Anstiftung zur Rebellion“ ihres Amtes enthoben. İmret wurde im Jahr 2015 einmal und im Folgejahr zweimal festgenommen und anschließend freigelassen. Später floh sie nach Deutschland.
Der Prozentsatz der Stimmen, die die Bürgermeister bei den politischen Partei- und Kommunalwahlen erhalten haben:
2024 Güler Yerbasan (DEM Parti) 72,88 %
2022 Nazlı Demir (Kayyum, parteilos)
2021 Mehmet Tunç (Kayyum, parteilos)
2019 Davut Sinanoğlu (Kayyum, parteilos)
2019 Mehmet Zırığ (HDP)
2017 Faik Arıcan (Kayyum, parteilos)
2016 Ahmet Adanur (Kayyum, parteilos)
2014 Leyla İmret (BDP) %81.61
2009 Aydın Budak (DTP) %79.80
2004 Aydın Budak (SHP) %60,86
1999 Kamil Atak (ANAP) %32,10
1994 Kamil Atak (RP) %43,68
1989 Seyyit Haşim Haşimi (RP)
1984 Tahir Vesek (HP) %47,14
1981 Oğuz Kağan Köksal (Kaymakam)
1977 Sabri Vesek (CHP) %64,95
1973 Mehmet Salih Şık (AP) %39,93
1968 Mehmet Salih Şık (AP) %43,61
1963 Mehmet Salih Şık (YTP) %40,07
1955 Abdülkadir Dursun (BĞMSZ)
1950 Ferman Sönmez (DP)
1946: ?
1938 Cahit Özkan (CHP)

## Sehenswürdigkeiten

### Rote Madrasa und Grab von Ahmed Al-Jazari
Die Rote Madrasa befindet sich auf den Ruinen der Stadtmauer im Westen der Stadt. Sie ist aus roten Ziegelsteinen gebaut, wovon sie ihren Namen hat. Es wird angenommen, dass es in der Zeit des Fürstentums Cizre von Han Şeref Bey erbaut wurde. Das Grab, das in Verbindung mit der Madrasa erbaut wurde, ist im Volk als Grab des berühmten Dichters Molla Ahmed-i Ceziri bekannt und wird regelmäßig besucht, wobei Lobreden aus seinem Divan vorgelesen werden.

### Große Moschee
Die Moschee, die vermutlich in den ersten Jahren der Ankunft des Islam in Anatolien von einer Kirche in eine Moschee umgewandelt wurde, wurde viele Male umgebaut und 1155 wurde ein freistehendes Minarett erbaut. Zu den wichtigsten Merkmalen des Gebäudes zählen die Metalltür und die bronzenen Türklopfer mit Drachenfiguren. Die monumentale Tür und einer der Klopfer aus dem 13. Jahrhundert befinden sich heute im Museum für türkische und islamische Kunst in Istanbul. Der andere Schlägel wurde 1969 ins Ausland geschmuggelt und befindet sich im David-Samling-Museum in Kopenhagen.

### Cizre-Museum
Das Cizre-Museum, das archäologische und ethnografische Artefakte beherbergt, wurde 1996 vom Schulleiter Abdullah Yassin innerhalb der İsmail-Ebul-İz-Grundschule gegründet. Im Museum befinden sich Werke aus der Meder-, Assyrer-, Babylonier-, Islamischen, Emeve-, Abbasiden-, Seldschuken-, Azizan-, Zengi-, griechischen, arabischen und osmanischen Zeit.

### Mir Abdal (Abdaliye) Madrasa
Diese Madrasa wurde 1437 von Emir Abdullah (Abdal) Ibn Abdillah Ibn Seyfeddin Boti, einem der Herrscher von Cizre, erbaut. Im Keller der Medresse befinden sich Gräber, von denen angenommen wird, dass sie Mem (Mehmet) und Zîn (Zeynep), den Protagonisten der berühmten Liebesgeschichte Mem û Zîn, und Beko (Bekir), dem Blockierer ihrer Liebe, gehören.

## Sport
In Cizre gibt es den Fußballclub Cizrespor, der während der im September 2018 beginnenden Saison 2018/2019 in der 3. Liga spielte.

## Persönlichkeiten
- Ibn al-Athīr (1160–1233), arabischer Historiker
- al-Dschazarī (12./13. Jahrhundert), arabischer Ingenieur, Erfinder und Konstrukteur
- Melayê Cezîrî (1570–1640), kurdischer Gelehrter
- Bedirxan Beg (1802–1868), kurdischer Fürst
- Şerafettin Elçi (1938–2012), kurdischer Politiker
- Tahir Elçi (1966–2015), kurdischer Rechtsanwalt
- Leyla Îmret (* 1987), kurdische Kommunalpolitikerin